# 奥列格·库塔芬
奥列格·叶梅利亚诺维奇·库塔芬（俄语：Олег Емельянович Кутафин，1937年6月26日—2008年12月4日），俄罗斯法学家，莫斯科国立法学院院长，《俄罗斯联邦宪法》的奠基人之一。

## 生平
1937年生于敖德萨。1954年考入莫斯科国立大学法律系，1959年毕业。1956年至1961年，担任共青团校委第一书记，苏联青年组织委员会主席团成员。1964年至1970年在全联盟法律函授学院执教。1970年调至莫斯科国立大学法学院，历任副教授、教授、副院长。1979年获博士学位。1987年，开始担任全联盟法律函授学院院长（1990年改称莫斯科国立法学院）。1993年参与了《俄罗斯联邦宪法》草案的制定工作。
2008年12月4日去世。葬于新圣女公墓。
2008年12月23日，根据俄罗斯联邦总统令第1814号令，莫斯科国立法学院改名为莫斯科国立奥·叶·库塔芬法律大学。